# Науру на літніх Олімпійських іграх 2012
Збірна команда Науру брала участь у літніх Олімпійських іграх 2012 у Великій Британії, які пройшли з 27 липня по 12 серпня. На ігри кваліфікувалися два науруанських спортсмени: важкоатлет і дзюдоїст. Спортсмени з Науру поки жодного разу не завойовували медалей на іграх.

## Важка атлетика
Спортсменів — 1
| Спортсмен     | Категорія              | Маса   | Ривок | Ривок | Ривок | Поштовх | Поштовх | Поштовх | Всього | Місце |
| Спортсмен     | Категорія              | Маса   | 1     | 2     | 3     | 1       | 2       | 3       | Всього | Місце |
| ------------- | ---------------------- | ------ | ----- | ----- | ----- | ------- | ------- | ------- | ------ | ----- |
| Ітте Детенамо | Понад 105 кг, чоловіки | 151,32 | 165   | 170   | 175   | 205     | 215     | 215     | 390    | 14    |

## Дзюдо
След Довабобо є першим спортсменом з Науру, який змагається у дзюдо на Олімпійських іграх.
Спортсменів — 1
| Спортсмен     | Категорія          | 1/64 фіналу                             | 1/32 фіналу        | 1/16 фіналу        | 1/4 фіналу         | Півфінал           | Втішний раунд 1    | Втішний раунд 2    | Фінал              | Фінал      |
| Спортсмен     | Категорія          | Суперник Результат                      | Суперник Результат | Суперник Результат | Суперник Результат | Суперник Результат | Суперник Результат | Суперник Результат | Суперник Результат | Місце      |
| ------------- | ------------------ | --------------------------------------- | ------------------ | ------------------ | ------------------ | ------------------ | ------------------ | ------------------ | ------------------ | ---------- |
| След Довабобо | Чоловіки, до 73 кг | Журакобілов Навруз (UZB) Пор. 0001-0100 | Не пройшов         | Не пройшов         | Не пройшов         | Не пройшов         | Не пройшов         | Не пройшов         | Не пройшов         | Не пройшов |